# Ala Gertner
Ala Gertner, née le 12 mars 1912, Będzin et morte 5 janvier 1945, à Auschwitz, est une résistante polonaise à la barbarie nazie, exécutée pour son rôle joué dans la révolte du Sonderkommando en 1944.

## Biographie

### Enfance
Ala Gertner (prénommée selon les sources Alla, Alina, Ella, et Ela) nait à Będzin, dans l'actuelle Pologne. Elle est l'une des trois enfants d'une famille prospère de confession juive. Avant l'invasion allemande de la Pologne, elle fréquente peut-être le lycée de Będzin.

### Employée forcée du camp de Geppersdorf
En septembre 1939, l'armée allemande occupe la ville et la répression antisémite se met en place. Le 28 octobre 1940, Ala Gertner reçoit l'ordre de se présenter à la gare de Sosnowiec et de travailler dans l'administration d'un camp nazi de travail forcé, à Geppersdorf (actuellement Rzędziwojowice). C'est un chantier de construction où des centaines d'hommes sont contraints de travailler sur la Reichsautobahn (en) (actuellement l'autoroute E22), les femmes quant à elles travaillant à la cuisine et la laverie. Ala Gertner, qui parle couramment l'allemand, est affectée au bureau du camp. 
Le camp de Geppersdorf fait partie de l'organisation Schmelt, un réseau de 177 camps de travail sous l'administration d'Albrecht Schmelt (de), vétéran de la Première Guerre mondiale qui rejoint les nazis en 1930 et parvient au poste de SS Oberführer. Schmelt est choisi par Heinrich Himmler pour être le « Représentant spécial du Reichsführer SS pour l'emploi des travailleurs étrangers en Haute-Silésie ». Il établit son quartier général à Sosnowiec et crée des camps de travail désignés sous le nom d'« Organisation Schmelt ». L'Organisation repose sur le commerce très lucratif de travailleurs esclaves. Plus de 50 000 personnes exilées de Pologne occidentale travaillent pour les entreprises allemandes, principalement dans la construction, les usines de munitions, et la fabrication textile. Les entreprises rémunèrent Albrecht Schmelt, qui partage une partie de l'argent avec Moïse Merin, le gouverneur de la région, pourtant de confession juive comme la plupart des travailleurs forcés. Quasiment rien ne revient aux travailleurs. Dans ces camps, les conditions sont difficiles, mais un peu plus favorables que dans les camps de concentration : par exemple, le courrier et les colis sont autorisés dans certains camps Schmelt jusqu'en 1943. Cette année-là, les camps de travail Schmelt deviennent des annexes d'Auschwitz et de Gross-Rosen. Le fameux camp de Oskar Schindler est à l'origine sous Organisation Schmelt. En 1944, Albrecht Schmelt est traduit devant les tribunaux pour enrichissement personnel et sa carrière en est brisée. Il se suicide en mai 1945.

### Retour à la vie civile
En 1941, Ala Gertner est autorisée à rentrer chez elle. Elle reprend une vie normale, et travaille dans des ateliers ou des bureaux appartenant à Moïse Merin. Elle se marie le 22 mai 1943 avec Bernhard Holtz dans le ghetto de Środula (au nord du district de Sosnowiec), qu'elle avait rencontré au bureau du camp de Geppersdorf. Ils vivent à Będzin, dans le ghetto de Kamionka, jusqu'au mois de juillet 1943, date de la dernière lettre connue d'Ala Gertner. 

« À Kamionka,
le 15 juillet 1943
Ma très chère Sara,
Je suis au bureau de poste, aujourd’hui le courrier fonctionne, et comment pourrais-je ne pas écrire à ma chère Sara? Mon petit Bernard vient de me quitter. Il a l’air d’aller bien et il se sent bien. Je suis curieuse de savoir comment vous allez.
Nous sommes tous ok et nous nous attendons à entrer dans le camp aujourd’hui. C'est un jour un peu étrange, mais nous sommes braves et confiants. Ne désespérez pas, tout ira bien. Tête haute, ça va aller. 
Salutations chaleureuses de toute la famille et de mon Bernard,
Ta petite Ala qui t’embrasse »

### Internement à Auschwitz
Au début du mois d'août 1943, ils sont arrêtés et déportés à Auschwitz avec ce qui reste de la communauté juive de Sosnowiec et de Będzin. Au camp d'Auschwitz, Gertner travaille d'abord dans les entrepôts à trier les biens des prisonniers qui ont été gazés. Elle se lie avec Roza Robota qui est membre de la résistance clandestine. Quand elle est affectée au bureau de l'usine de munitions, elle entre en résistance, et commence à subtiliser de la poudre noire qu'elle fait passer au Sonderkommando pour la fabrication d'engins explosifs. Ala Gertner recrute d'autres femmes qui se joignent à la conspiration, et transmettent la poudre volée à Roza Robota.
Le 7 octobre 1944, le Sonderkommando fait exploser le crématoire IV, mais la révolte est réprimée par les SS. L'enquête conduit les nazis vers Ala Gertner et Roza Robota, ainsi qu'à Estusia Wajcblum et Regina Safirsztajn qui sont également impliquées. Elles sont interrogées et torturées pendant des semaines. Ala Gertner ne dénonce aucun de ses complices. Le 5 janvier 1945, les quatre femmes sont pendues en public à Auschwitz  (certaines sources citent la date du 6 janvier,). Deux semaines plus tard, le camp est évacué — c'est la dernière pendaison publique à Auschwitz.

## Héritage
La mémoire des quatre femmes héroïques est honorée par un mémorial inauguré en 1991 à Yad Vashem.
Aucun membre de la famille d'Ala Gertner ne survit à la Shoah. Quelques lettres adressées à Sala Kirschner (née Garncarz) sont conservées dans la collection Sala-Garncarz-Kirschner, à la Bibliothèque publique de New York.